# Golf van Sachalin
De Golf van Sachalin is een baai in de kraj Chabarovsk in het uiterste oosten van Rusland in Siberië. De baai ligt in het noordoosten van de Grote Oceaan in de Zee van Ochotsk. Ten zuiden van de golf bevindt zich tussen het vasteland en het schiereiland Schmidt-schiereiland van het eiland Sachalin de Tatarensont die de verbinding vormt met de Japanse Zee.
De breedte van de golf is ongeveer 160 kilometer en is van half november tot eind april bedekt met ijs.
Door de baai stroomt de Noord-Ochotskstroom die zich hier splitst in de Oost-Sachalinstroom en de Limanstroom.
- Library of Congress Control Number: sh90004450
- Nationale Bibliotheek van Israël: 987007534682405171
- Virtual International Authority File: 315149698